# Frauen in der Missionsarbeit der Basler Mission

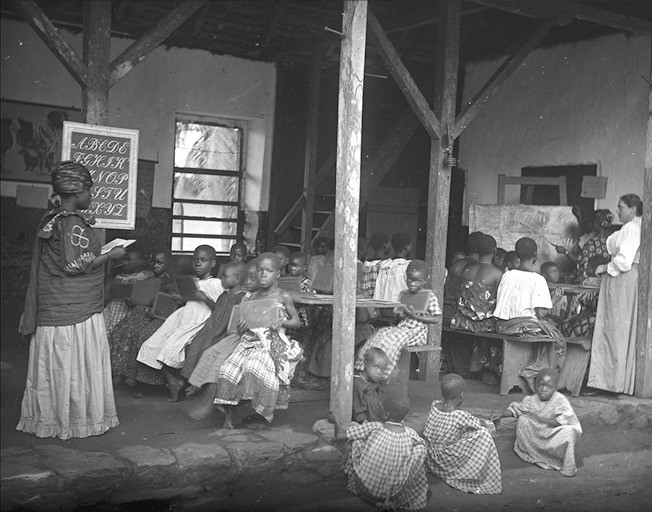
Schulzimmer in der Mädchenschule Aburi, Akwapim, Ghana: afrikanische und europäische Lehrerin, 1900

Die Rolle von Frauen in der Missionsarbeit der Basler Mission konnte sich erst entwickeln, als die Leitung die Notwendigkeit von Frauen im Missionsdienst erkannte, vom Ideal des ledigen Missionars abrückte und sowohl Missionsbräute als auch Missionsschwestern entsenden wollte. Dies führte dazu, dass die Basler Mission 1841 den «Frauenverein zur Erziehung des weiblichen Geschlechts in den Heidenländern» gründete. Nach einer längeren Zeit der Inaktivität wurde der Verein 1901 wiederbelebt.
In der Basler Zentrale hatten nur äusserst wenige Frauen Leitungsfunktion. In den Missionsländern waren sie für die Bildung von Mädchen und Frauen und die Katechese zuständig, die Missionsbräute zusätzlich für die Versorgung des Missionars und der gemeinsamen Kinder. Neben der Christianisierung verfolgte die Basler Mission auch sozialreformerische Ziele, vor allem im Interesse der Frauen vor Ort, wie etwa die Reduktion von Gewalt gegen Frauen oder die Verbesserung der Stellung der Witwen. Feministische Forderungen, die eine Unabhängigkeit der Frau vom Mann enthielten, trug die Mission allerdings nicht mit. Das Schweizer Ideal der guten Hausfrau sollte auch in den Kolonien Fuss fassen, was sich in den Unterrichtsfächern an den Mädchenschulen zeigte. Strenge Heiratsregeln verhinderten Familiengründungen zwischen Missionsangehörigen mit europäischen Vorfahren und der lokalen Bevölkerung; nur sehr selten wurden Ausnahmen erlaubt. Während Männer in mehrfacher Hinsicht durch die Arbeit in der Mission einen sozialen Aufstieg erreichten, kam es für Frauen zu einem Abstieg aus der Schicht ihrer Herkunftsfamilie. Die Arbeit in den Missionsländern zeigte Rückwirkungen auf die Schweiz: Noch bis Ende des 20. Jahrhunderts wirkte die Diskriminierung von Menschen mit Vorfahren aus anderen Ethnien weiter.

## Terminologie

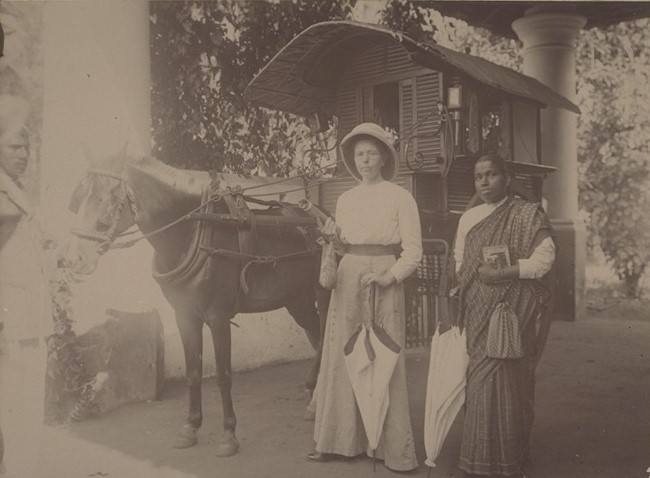
Bibelfrau Elisabeth Tschatot (rechts) und Missionarin Wutke in Cannanur, Kerala, Indien (1914)

Als Missionsbräute werden Frauen bezeichnet, die seit den 1850er Jahren von der Basler Mission ausgesucht oder von Missionaren oder Freunden der Mission vorgeschlagen wurden, um in den Gebieten mit Missionsstationen wie Indien, China oder Afrika einen Missionar zu heiraten. Sie kamen meist aus dem Schweizer und Württemberger Raum. Als letzte Missionsbraut wurde 1956 Marie-Claire Barth ausgesandt.
Unverheiratete europäische Mitarbeiterinnen in den Missionsstationen nannte man Missionsschwestern. Ihnen gegenüber hatte die Leitung der Basler Mission noch mehr Vorbehalte als gegenüber den Missionsbräuten. Ab 1934 hatten alle Missionsmitarbeiterinnen, auch Ärztinnen und Lehrerinnen, den Titel Schwester.
Einheimische Frauen, die bei der Missionsarbeit Unterstützung leisteten, hiessen Bibelfrauen. Sie besuchten häufig an der Seite der Europäerinnen Familien in den Dörfern, da sie als Ansässige leichter Zugang zu den Frauen vor Ort fanden.
Männliche Mitarbeiter der Missionsstationen wurden als Missionare bezeichnet. Ab 1968 hiessen die männlichen Mitarbeiter nicht mehr Missionare, sondern fraternal workers und wurden nur auf Wunsch der inzwischen selbständigen einheimischen Kirchen in andere Länder gesandt.

## Schweizerinnen und andere Europäerinnen in der Missionsarbeit der Basler Mission
Die Schweizer Ethnologin Simone Prodolliet stellte 1987 fest, dass die Basler Mission von den Kolonialregierungen unterstützt wurde und daher die Teilnahme an der missionarischen Bewegung im Zusammenhang mit der Beeinflussung von Menschen in Richtung auf die Interessen der Herrschenden zu sehen ist.

### Geschichtliche Entwicklung der Frauenmission der Basler Mission

#### Beginn der Frauenmission im 19. Jahrhundert
An der Gründung der Basler Mission 1816 waren neben Juliane von Krüdener viele Frauen beteiligt, die in der Geschichte der Basler Mission nicht erwähnt sind. Die neue Organisation hatte wegen des Charismas einiger Predigerinnen einen grossen Zulauf von Frauen. Doch die Leitung nutzte diese vielversprechende Ausgangssituation nicht dafür, Frauen einen besonderen Platz zu geben. Vielmehr agierte sie sehr patriarchalisch: Das Komitee aus sieben, später elf Männern aus dem Basler Grossbürgertum liess keine Mitsprache von Missionaren oder Hilfsvereinen, die vor allem von Frauen getragen wurden, zu. Ursprünglich war Mission Männersache. Mitte der 1880er Jahre wurde in der gesamten Missionsbewegung die Notwendigkeit immer deutlicher, Frauen in den Missionsgebieten zu erreichen. Europäische Ehefrauen von Missionaren, unbezahlte Mitarbeiterinnen und Lehrerinnen für Mädchen und Frauen vor Ort schienen für diese Aufgabe prädestiniert. In der Bibel fand man allerdings keine Belege dafür, dass Frauen ähnlich wie etwa Petrus und Paulus mit einem expliziten Missionsauftrag ausgesandt worden waren. Deswegen galt das Predigen von Frauen als «eher ungesund und schriftenwidrig». Doch als Gemeindediakonissinnen hatten Frauen bereits zur Zeit der Apostel Arme und Kranke versorgt. Gegen diese Rollenübernahme auch in der Mission hatte die Leitung nichts einzuwenden.
Missionsinspektor Ludwig Friedrich Wilhelm Hoffmann veröffentlichte 1841 die Broschüre Die Erziehung des weiblichen Geschlechts in Indien. Ein Aufruf an die christlichen Frauen Deutschlands und der Schweiz. Darin waren an eine weibliche Zielgruppe gerichtete, wegweisende Grundsätze für die Frauenmissionsarbeit festgelegt. So sollten unter anderem Polygamie und Kinderheirat abgeschafft, die Stellung von Witwen verbessert sowie freie Partnerwahl und die Bildung aller Geschlechter und Kasten garantiert werden. Am 21. Juni 1841 gründete er in Basel vor dem Hintergrund eines englischen Vorbilds den «Frauenverein zur Erziehung des weiblichen Geschlechts in den Heidenländern», dessen Mitglieder sieben Ehefrauen von Mitgliedern des Komitees und sechs weitere Frauen waren. Sie sollten nicht selbst in die Missionsländer reisen, sondern die bestehenden Hilfsvereine systematisch bündeln, finanzielle Mittel für die Frauenmission beschaffen und geeignete Frauen zum Einsatz an bestehenden Schulen in den Kolonien finden, an denen bisher nur die Frauen von Missionaren arbeiteten. Dieser Verein wurde auch als «Frauen-Missions-Komitee» (FMK) bezeichnet. Die Pfälzerin Karoline Salome Mook wurde 1846 als erste Lehrerin nach Indien entsandt zur Unterstützung der Missionarsgattin Gundert an die Missionsschule Tellitscherry in Ostindien.
Geplant war, dass die Frauenmission eigenständig Frauen ausbilden und an geeignete Stellen in der Mission vermitteln sollte. Doch diese Selbständigkeit, wie sie in den englischen Missionen üblich war, wurde in Basel als «mangelnde Anbindung an die Arbeit des Missionars gerügt». Die Zentralisierung und Hierarchisierung, die in der Basler Mission schon in den 1840er Jahren begonnen hatte und unter der Leitung von Hoffmanns Nachfolger Joseph Friedrich Josenhans verstärkt wurde, führte zu einer stärkeren Einbindung des «Frauen-Missions-Komitees» in die Muttergesellschaft. Nun wurde die Arbeit durch das Komitee zentral koordiniert, Ansätze der Frauen zur Selbständigkeit wurden immer wieder blockiert. Die Frauen verlegten sich mehr und mehr auf unterstützende Leistungen wie die Herstellung von Kleidung für die Missionare und die Kinder an den Missionsschulen und auf das Einwerben von Spenden vermögender Baslerinnen. So wurde das weibliche Engagement für die Basler Mission zu einer einträglichen Sache.
Der nächste Präsident, Joseph Josenhans, musste neue Einnahmequellen erschliessen, da er die Mission wie einen unternehmerischen Bereich ausbauen wollte. Er entwickelte den Gedanken, auch weniger gut gestellte Schichten zu Spenden für die Mission zu bewegen. Die Halbbatzen-Kollekte zielte ab 1855 vor allem auf Frauen als Spenderinnen und Sammlerinnen ab und generierte einen wesentlichen Teil der Einnahmen der Basler Mission. Der Spendenfluss blieb auch in schwierigen Zeiten erhalten, da die sparsamen Hausfrauen durch geschickte Einteilung ihrer Mittel immer noch kleine Summen für die Mission geben konnten. Die Sammlerinnen waren Hausfrauen, die gerne etwas Zeit für öffentlich angesehene Wohltätigkeit erbrachten. Weitere Einnahmequellen waren der Verkauf von Handarbeiten von Frauen auf den Missionsbasaren und die Erträge der Mädchenmissionsschulen aus dem Verkauf kunstvoller Textilien an die Gattinnen von Kolonialbeamten vor Ort oder an Städterinnen in Deutschland und der Schweiz. Im Vergleich zu den anfänglichen Plänen, ausgebildete ledige Frauen aus dem Lehramt oder anderen Berufen ohne familiäre Verpflichtungen in die Missionsgebiete zu schicken, musste die Missionsfrau nun sowohl die Frauenmissionsarbeit leisten als auch in jeder Hinsicht für Mann und Kinder sorgen. Manche übernahmen zur Entlastung ihrer Ehemänner noch Schreibarbeiten. Zahlreiche Zeugnisse zu Klagen über Mehrfachbelastung liegen vor. In bestehenden Schulen wurde die Missionsfrau als Vorsteherin eingesetzt. Diese Aufgabe umfasste meist auch das Unterrichten. Bis in die 1880er Jahre musste viel Energie in den Aufbau von Mädchenanstalten gesteckt werden. Parallel war wichtig, die Eltern vom Vorteil des Unterrichts für ihre Töchter zu überzeugen. Wenn der Missionar aus beruflichen Gründen in abgelegene Gegenden reiste, musste seine Frau zusätzlich die Verwaltung der Missionsstation übernehmen.
1883 wurde im Memorandum Diez die Gründung einer unabhängigen Frauenmission propagiert. Ein Vertreter der Basler Mission veröffentlichte 1884 im Evangelischen Missionsmagazin den Artikel Für und wider die Frauenmission und plädierte vehement für die Entsendung von Missionsschwestern. Amerikanische und englische Missionsgesellschaften hatten hiermit bereits jahrzehntelang gute Erfahrungen gemacht. Doch der entscheidende Anstoss, die Ideen in der Basler Mission in die Tat umzusetzen, kam vom deutschen «Frauen-Verein für christliche Bildung des weiblichen Geschlechts im Morgenlande». Dieser sagte zu, geeignete Missionsschwestern für Asien und Afrika zu finden, bat aber die Basler Mission, für die Reisekosten und den Unterhalt in den Missionsländern zu sorgen.
Bis 1884 arbeitete die Mission nach aussen ohne Bindung an die Kolonialregierung. Ihre Absichten waren ähnlich, es ging auch in der Mission um Kontrolle und Herrschaft, wenn auch nicht so sehr um Expansion wie bei den Kolonialregierungen. Als Kamerun 1884 deutsche Kolonie wurde, setzte sich die Basler Mission gegen Konkurrenten durch, übernahm von der englischen Baptistenmission die Missionsarbeit und wurde als Deutsche Kolonialmission anerkannt. Dies verschaffte ihr erstmals unmittelbare Gestaltungsmöglichkeiten, und sie verfolgte nun ihre Interessen Hand in Hand mit den Kolonialbehörden. Ab 1895 gab es dann kein Frauen-Missions-Komitee mehr.

#### Weiterentwicklung im 20. Jahrhundert
Obwohl das Frauenmissionskomitee um 1900 inaktiv war, befanden sich um die Wende zum 20. Jahrhundert elf ledige und 151 verheiratete Missionsfrauen in Missionsstationen.
Eine Wiederbelebung von Hoffmanns Idee einer professionellen Frauenmission brachte erst das Jahr 1901. Pfarrer W. Ecklin wurde erster Präsident, Pfarrer Friedrich Würz Sekretär. Der Verein für Frauenmission lebte wieder auf, und am 25. Januar 1901 wurde das Frauenmissionskomitee als dessen ausführendes Organ neu gegründet.
Das Komitee war ab jetzt allein für die Werbung von Interessierten und deren Ausbildung zuständig. Es kümmerte sich um die angemessene Vorbereitung der Missionsbräute und beabsichtigte eine einheitliche Ausbildung von Missionarinnen. Die Zusammenarbeit mit Frauenvereinen in der Schweiz, Deutschland und im Elsass wuchs. Es wurden Frauenmissionskomitees in Stuttgart und Kassel gegründet, und schon 1902 konnte die erste Missionsschwester mit ihrer Ausbildung beginnen. Ziel war, den Frauen die Möglichkeit zu geben, sich von Gehilfinnen über Missionsschwestern zu gleichgestellten Missionarinnen zu entwickeln. Aber das Komitee griff immer wieder ein, zog Gelder ab und betonte den Charakter des Vereins für Frauenmission als Hilfsverein. Fast jedes Jahr kam es zu Kompetenzkonflikten. 1903 arbeitete die Frauenmission erstmals kostendeckend. Doch eine Zuwendung von 5000 Schweizer Franken, die für ein Schwesternheim bestimmt war, wurde wegen des Defizits der Basler Mission von der Zentrale beansprucht. Doch die Frauen liessen in ihren Anstrengungen nicht nach und hatten Erfolg: Bereits 1904 durfte ein erzielter Überschuss der Frauenmission für ein Schwesternheim angespart werden. 1906 wurden erstmals Schwestern eingesegnet. Die Sprachschulung der Missionsschwestern wurde nun verstärkt in den Blick genommen. Eine gründliche Hebammenausbildung war ebenfalls Teil des Unterrichtsprogramms. Ab 1911 wurden die Vorbereitungskurse länger und gründlicher. Nun nahmen auch die sogenannten Missionsbräute daran teil.
Noch 1920 wurde in einem Schreiben des Leitungsgremiums der patriarchale Führungsstil als wesentlicher Grundsatz des Hauses bezeichnet.
Die politischen Ereignisse des 20. Jahrhunderts betrafen die Basler Mission in vielfacher Weise. Bei Ausbruch des Ersten Weltkrieges befanden sich 14 Schwestern im Dienst, sieben im Heimaturlaub. Die Missionsarbeit wurde stark eingeschränkt: So wurden zum Beispiel in Indien, Ghana und Kamerun (zum Teil schon ab 1914) die Missionare interniert, Frauen und Kinder wurden zurück in die Heimatländer geschickt.
Im Friedensvertrag von Versailles wurde bestimmt, dass die Basler Mission alle britischen Hoheitsgebiete verlassen musste. Die Basler Missionskirche in Ghana wurde 1918 selbständig.
Nach dem Ersten Weltkrieg wurde eine möglichst organische Integration von Frauen in die männerdominierte Mission als Leitlinie ausgegeben. Motto der Frauenmission blieb es, nicht gegen die guten Sitten zu handeln und keine Leitungsfunktion zu beanspruchen, also keine politische Partizipation. Die ledigen Frauen begnügten sich mit dieser Rolle nicht und forderten dasselbe Mitspracherecht wie ledige männliche Mitglieder der Mission und eine würdige Behandlung.
Nach und nach konnten in der Nachkriegszeit in verschiedenen Ländern wieder Mitarbeiterinnen und Mitarbeiter der Basler Mission arbeiten, so etwa ab 1923 in Indien und ab 1924 in Kamerun. In China gab es ebenfalls wieder Missionsstationen, doch wurden 1929 die Missionare in den Wirren des chinesischen Bürgerkriegs von den Kommunisten gefangen genommen.
Nationalsozialismus und Zweiter Weltkrieg hatten erhebliche Folgen für die Basler Mission. So hatte 1938 eine nichtarische Bewerberin Schwierigkeiten bei der Ausbildung zur Missionsschwester und wurde nach England geschickt, wo sie blieb. Mit dem Ausbruch des Zweiten Weltkriegs wurden ab 1939 die deutschen Mitarbeiter der Basler Mission interniert, konnten aber zum Teil ins Heimatland zurückreisen. 1943 wurden in Banjarmasin während der japanischen Besetzung Angestellte der Basler Mission sogar getötet. Nach dem Zweiten Weltkrieg wurden die Basler Missionskirchen in den nun selbständigen Staaten in Afrika und Asien nach und nach zu unabhängigen Kirchen, in Kamerun zum Beispiel 1957 zur Presbyterian Church of Cameroon (PCC).
1964 trat Dorothee Sarasin altersbedingt als Sekretärin der Frauenmission beziehungsweise als Vorsitzende des Frauenmissionskomitees zurück. Ihre Nachfolgerin Beatrice Jenny übernahm die Anpassung der Organisation an die veränderten Bedingungen. 1966 wurden die Statuten der Basler Mission und der Frauenmission verändert. Das Frauenmissionskomitee wurde unter der veränderten Bezeichnung Kommission für Frauenarbeit integraler Teil des Gesamtwerks in beratender Funktion.

### Heiratsvorschriften für Missionare und ihre Grenzen
Ursprünglich vertrat die Basler Mission die Linie, dass Missionare ledig bleiben sollten, um sich voll und ganz ihren Aufgaben widmen zu können. Auch nahm man an, dass die Unterhaltskosten für einen alleinstehenden Missionar niedriger und seine Bereitschaft zu einem Ortswechsel grösser sein würde. Der erste Inspektor der Basler Mission, Christian Gottlieb Blumhardt, vertrat das Leitbild eines alleinstehenden Missionars, der sich ganz seiner Aufgabe widmete. Doch eine Verpflichtung zur Ehelosigkeit widersprach den Grundsätzen des Protestantismus. Ausserdem erschöpfte sich nach pietistischer Anschauung der Missionsauftrag nicht in der Steigerung der Anzahl von Konvertiten, sondern es sollten dauerhafte christliche Gemeinschaften entstehen, in denen die neue Religion langfristig in den Alltag integriert werden konnte. Trotz ihrer Bemühungen gelang es den männlichen Missionaren aber nicht, die Familien vor Ort zu erreichen. Vor allem in Indien und China war es für sie kaum möglich, Zugang zu Frauen zu bekommen, und so wurde bald klar, dass die Heiratsfrage offiziell geregelt werden musste. Zudem war man inzwischen zu der Anschauung gekommen, dass ein von einer Frau geführter Haushalt kostengünstiger sei, da diese die nötigen Fertigkeiten in ihrer Herkunftsfamilie erlernt habe. Somit spielten auch wirtschaftliche Gründe eine Rolle für die Änderung der Heiratsregeln: Dachte man anfangs, der Unterhalt für die Ehefrauen würde finanziell ungünstig zu Buche schlagen, so sah man jetzt die Vorteile aus der unbezahlten weiblichen Arbeit. Die Frau legitimierte sich, indem sie als «Genossin» und «natürliche Gehilfin» den Missionar unterstützte und damit die Stärke und Kontinuität der Mission insgesamt förderte. Bei einer Bewerberin war tatkräftige Frömmigkeit Bedingung: Sie musste «etwas Muskulöses haben, mit Mariasinn Marthathätigkeitstrieb verbinden, sie muss tapfer und fröhlich machen, leiden können ohne zu klagen, sanftmütig sein ohne Sentimentalität und helfen und dienen ohne zu ermüden.» Erforderlich war auch ein gewisses Mass an Bildung, um die lokale Sprache fliessend lernen zu können und um dem Mann geistig ebenbürtig zu sein. Auch hauswirtschaftliche Fähigkeiten waren gefragt. Berufsausbildung und gute Gesundheit waren ebenfalls unerlässlich.
Die Erfahrung zeigte schon bald, dass verheiratete Missionare effizienter und mit dauerhafteren Ergebnissen arbeiteten als ledige. Die Mitarbeit der Missionarsfrau war also nicht nur für die praktische Arbeit nützlich, die sie leistete, sondern ihre Rolle war auch die psychische und materielle Reproduktion ihres Mannes. Nicht zu unterschätzen war auch die erhoffte praktische Vorbildwirkung der Missionarsehe und -familie für die einheimische Bevölkerung. So veröffentlichte Blumhardt 1837 allgemein verbindliche Heiratsgrundsätze, die in zwölf Artikel gefasst waren. Heiratswillige mussten auch in Zukunft das Komitee um Erlaubnis bitten und konnten ihren Wunsch erst äussern, wenn sie sich zwei Jahre in der Mission bewährt hatten. Da es den jungen Männern nicht möglich war, selbst Europäerinnen zu finden, wählte oft das Komitee mit Freunden der Mission, vor allem Pfarrern, geeignete Mädchen aus oder schaltete Inserate. Die jungen Frauen kannten ihren Zukünftigen also in der Regel nur von wenigen Briefen und einem Foto, die Heirat fand erst im Missionsgebiet statt. Eine derartige «Blindheirat» wurde im pietistischen Kontext als Ruf Gottes gesehen. Die Mitwirkung der Beteiligten war nicht vorgesehen, entstand jedoch in den Fällen, in denen zwei für Missionare bestimmte Bräute zusammen ausreisten und am Bestimmungsort aufgrund einer Entscheidung der Hochzeiter vertauscht wurden. Etwa dreihundert Frauen aus Süddeutschland und der Schweiz entschieden sich zwischen 1837 und 1914 für diesen Weg. Die Festlegung von Heiratsgrundsätzen brachte zwar eine grundsätzliche Klärung, doch mussten Einzelheiten immer wieder neu entschieden werden, und die Leitung erkannte die Leistung der sogenannten Missionsbräute erst nach und nach an.
Männer stiegen im Dienst der Mission durch ihre Ausbildung in eine höhere Schicht auf. Zusätzlich konnten sie sich über ihre Ehefrauen sozial verbessern, wenn diese aus einer höheren Schicht kamen. Die Basler Mission verfolgte eine dementsprechende Heiratspolitik: Hatte sich ein Mann zwei Jahre in der Mission bewährt, konnte er ein Heiratsgesuch bei der Kommission der Basler Mission einreichen. Er konnte eine Partnerin vorschlagen; oft fiel die Wahl auf die Witwe eines verstorbenen Missionskollegen. Wenn sich keine solche Gelegenheit bot, übernahm die Kommission die Suche nach einer Frau mit geeignetem sozialem Hintergrund, einwandfreiem Charakter, Frömmigkeit und Hingabe an die Ziele der Mission. Gewünscht war, dass die Frau aus einer höheren Schicht kam als der Mann, der meist aus einer Handwerker- oder Bauernfamilie stammte. Auch ausserhalb der Mission wurden, so Zangger, «Grenzen dessen verhandelt, was es bedeutet Schweizer zu sein». Es seien zum Beispiel in Singapur lange Zeit Ehen zwischen Menschen mit asiatischem und europäischem familiärem Hintergrund als problematisch erachtet und Mitglieder von Schweizer Vereinen vor Ort bei Verstoss gegen die Regel ausgeschlossen worden.

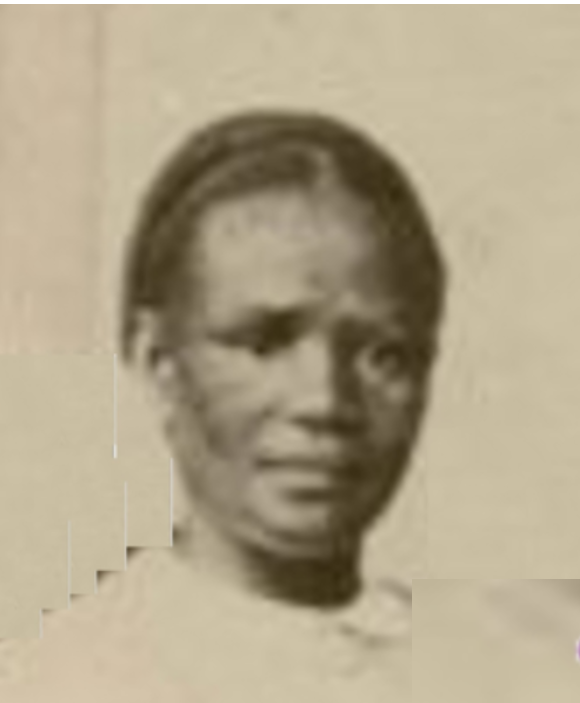
Catherine Mulgrave

An ihre Grenzen kam die Heiratspolitik der Basler Mission bei der Ehe zwischen der Lehrerin Catherine Mulgrave, einer in Angola geborenen Christin, und dem Missionar Johannes Zimmermann. Mulgrave spielte eine wichtige Rolle als Musterbeispiel für die afrikanisch-christliche Frau im Kontext der Basler Mission. Sie war als Kind von Sklavenhändlern entführt und nach Jamaika gebracht worden, von wo sie 1843 mit einer Gruppe von 25 Freiwilligen an die Goldküste kam. Mulgrave war von ihrem ersten Mann geschieden und hatte zwei Kinder. Am 5. Juni 1851 heirateten Mulgrave und Zimmermann in Christiansborg. Damit brachen sie alle Regeln: Weder holte Zimmermann vorher eine Heiratsgenehmigung ein, noch bat er die Kommission, seine Braut zu akzeptieren. Zimmermann musste mit seiner Entfernung aus dem Missionsdienst rechnen. Gegen jede Wahrscheinlichkeit erkannte die Leitung jedoch widerwillig die Ehe zwischen Mulgrave und Zimmermann mit verhältnismässig geringen Auflagen an.
Ein genereller Sinneswandel der Kommission war mit diesem Fall jedoch nicht verbunden: Weder änderte sie ihre Haltung zum Kontakt zwischen den Ethnien noch die Heiratsregeln. Bei ähnlichen Heiratskonstellationen wie bei Mulgrave und Zimmermann stand die Kommission nämlich vor der Schwierigkeit zu verhindern, dass aus dem Präzedenzfall abgeleitet wurde, dass sie der persönlichen Entscheidung Vorrang vor den Richtlinien der Basler Mission einräumte. Als Gegenmassnahme verstärkte sie ihre Haltung gegen Ehen zwischen Schwarzen und Weissen in den folgenden Jahren.

### Strenge Normierung des Umgangs von Frauen und Männern
Der Kontakt von Missionaren und Frauen gleich welcher Herkunft war in den Missionsgebieten streng reglementiert: Ledige Missionare durften nur männliche Bedienstete haben. Betrat ein Missionar ein Zimmer, indem sich eine einzelne Frau befand, erwartete man von ihm, dass er den Raum sofort wieder verliess. War das nicht möglich, so musste er Türe und Fenster öffnen. Kam ein Mann im Freien in die Nähe eines Ortes, an dem Nichteuropäerinnen üblicherweise badeten oder sich ausruhten, musste er sich akustisch bemerkbar machen, um ein unerwartetes Zusammentreffen mit Frauen zu vermeiden, die nach europäischen Standards nicht voll bekleidet waren. Geschenke durfte ein Mann nie direkt einer einheimischen Frau, etwa einer Magd der Missionsfrau, geben, sondern musste seine Frau darum bitten. Körperliche Berührungen jeder Art und grosse Freundlichkeit waren verboten. All dies galt auch für die unverheirateten weiblichen Europäerinnen in der Mission. Selbst mit seiner Braut durfte der Missionar vor der Hochzeit nicht in einem Haus wohnen oder allein mit ihr im geschlossenen Raum oder im Dunkeln sitzen. Auffällige Zärtlichkeiten und Scherze vor den Augen der Einheimischen mussten vermieden werden.

### Aufgaben und Bedeutung von Europäerinnen in den Missionsgebieten

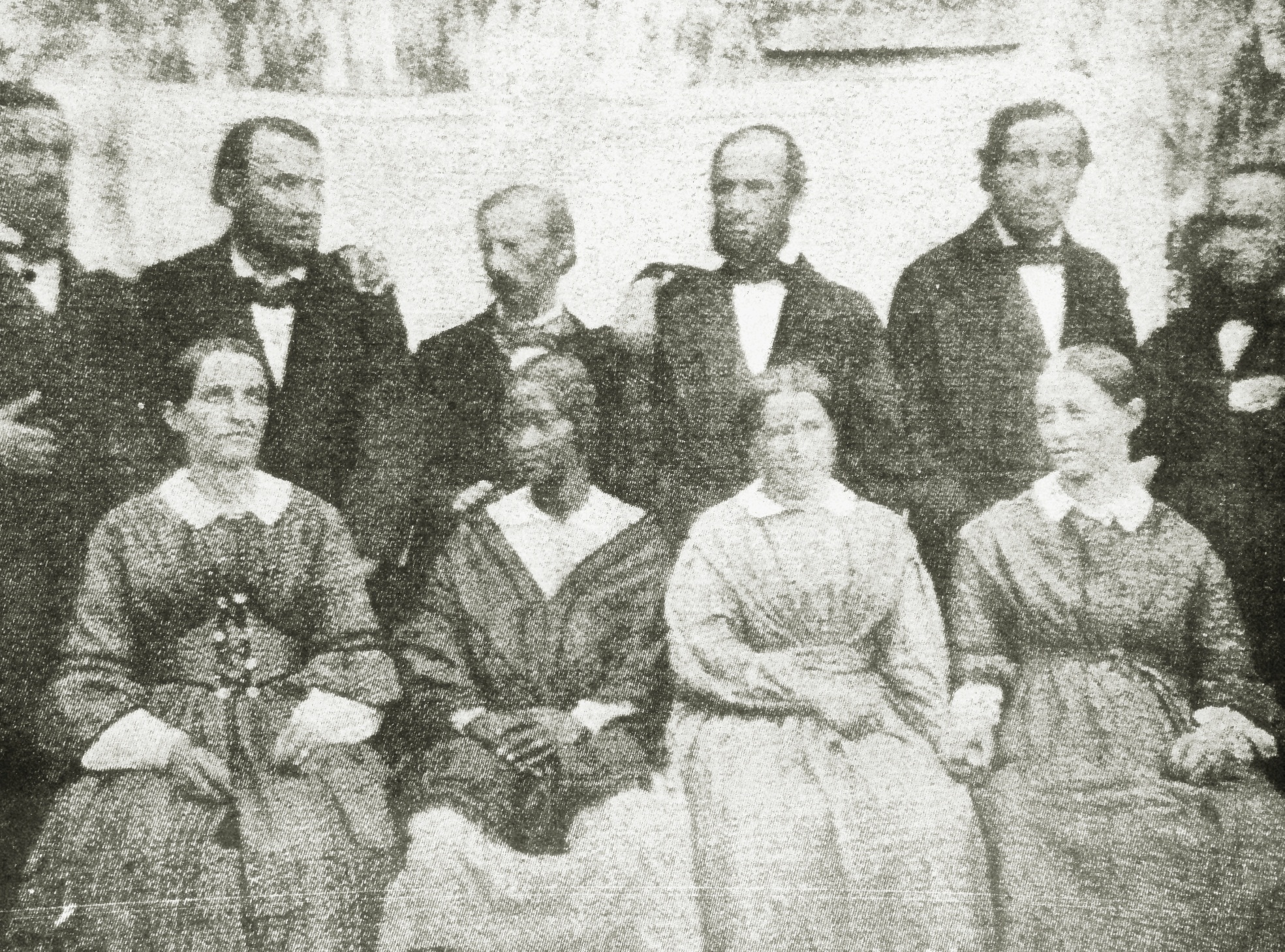
Eine der ältesten Fotografien aus dem Gebiet der Goldküste: Original-Bildunterschrift: «Missionsgeschwister in Christiansborg um 1860»

Andreas Zangger stellte in der Monografie Koloniale Schweiz fest, dass Migration generell – also auch ausserhalb der Mission – geschlechtsspezifisch gewesen sei: Zum grössten Teil seien Männer migriert, Schweizerinnen seien eher als Ehefrauen in die Kolonien gegangen und hätten dort als Bindeglied zur Schweiz fungiert.
Schon bald nach dem Beginn der Frauenmission wurde klar: Die Missionsstationen vor Ort waren auf die Leistung und Energie von Frauen angewiesen. Die Ehefrauen der Missionare, die sogenannten Missionsbräute, hatten entscheidenden Einfluss auf den Erfolg der Mission. Auf einer Fotografie von etwa 1860 ist zu sehen, dass an der Goldküste schon sehr früh auch die Ehefrauen der Missionare im Missionsdienst tätig waren:
- Caroline Auguste Marie Locher-Dietz (vordere Reihe, erste von links), Missionsschwester, verheiratet mit dem Missionar Christoph Wilhelm Locher,
- Regina Rottmann-Hesse (zweite von links), Missionsschwester, verheiratet mit dem Generalkassierer Herrmann Ludwig Rottmann (zweite von links). Sie stammte aus einer Händlerfamilie in Osu und hatte Vorfahren aus verschiedenen Ethnien. Ihre Heirat mit dem Generalkassierer der Mission stellte als tolerierte Ehe von Menschen mit Vorfahren in unterschiedlichen Ethnien eine grosse Ausnahme dar.
- Friederike Louise Magdalena Schall-Muggler (dritte von links), verheiratet mit dem Missionar Eberhard Schall, und
- Christiane Sophie Lindenmeyer-Schweickhardt (vierte von links), Missionsschwester, verheiratet mit dem Missionar Georg Jakob Lindenmeyer

Frauenmissionsarbeit wurde gern in Bereichen gesehen, zu denen Männer weniger Zugang hatten als Frauen, nämlich die lokalen Familien und Schulen. So hatten sie etwa auch die Aufgabe, auf der Terrasse ihres Hauses meist sonntags Nähunterricht für Mädchen damit zu verbinden, ihnen das Evangelium zu vermitteln. Die Veranda kann als Symbol für die halböffentliche Stellung der Missionarsfrau gesehen werden, die keine öffentliche, entlohnte Position hatte, sondern in einem Zwischenraum arbeitete. Ein Zugang zur Führungsebene war jedenfalls für Frauen mit ihrer Arbeit nicht verbunden, schon gar nicht in der Basler Zentrale. Im gesamten 19. Jahrhundert blieben Kompetenzen, Wirkungsbereich und Mitspracherecht von Frauen umstritten. Wenn Frauen aus ihrer Rolle ausbrachen, zog dies harte Konsequenzen nach sich. Missionarinnen passten sich an diese Linie an und betonten ihre dienende Rolle ohne emanzipatorische Ansprüche. Allerdings beschrieb die Missionsleitung ihre Anforderung an eine Missionsfrau mit männlich konnotierten Eigenschaften, sodass Praxis und Realität vor Ort wohl die Rollenstereotype zurückdrängten.
Die Schweizerinnen vor Ort sahen sich als Repräsentantinnen einer zivilisatorischen Mission, die alle Frauen in die bürgerliche Geschlechterordnung integrieren sollte. Während allerdings die Frauen in der Heimat von qualifizierten Arbeiten überwiegend ausgeschlossen waren, konnten sie sich so ein gesellschaftlich anerkanntes Arbeitsumfeld erschliessen und darin Macht ausüben. Der Frauenanteil unter den Beschäftigten der Mission wuchs innerhalb von hundert Jahren von einem auf zwei Drittel. In den Bewerbungsschreiben war das Interesse an einer Berufsausübung grösser als das an einer möglichen Eheschliessung.
Die selbständige Arbeit von unverheirateten Frauen, genannt Missionsschwestern, als Missionarinnen wurde in der Basler Mission dabei noch weitaus kritischer gesehen als die der Ehefrauen. Das Komitee sandte sie erst ab dem 20. Jahrhundert aus, und die Zahlen waren niedrig. So befanden sich um die Jahrhundertwende elf ledige und 151 verheiratete Missionsfrauen in Übersee.
Mit der Geburt von Kindern stieg das Ansehen des Missionspaars in der Umgebung. Doch aufgrund der Kinderverordnung von 1853 wurden die Kinder zum Schulbesuch nach Europa geschickt und lebten dann im Kinderhaus der Basler Mission oder bei Verwandten. Die Missionarsfamilie war also einem häufigen Wandel ausgesetzt und bestand immer nur aus Eltern mit kleinen Kindern. Trotzdem aber trug die Familie zur Erhöhung der Akzeptanz im Umfeld und damit zum Erfolg der Missionsbestrebungen bei.
Um 1900 wurde, so Anne McClintock, die häusliche Sphäre kolonialisiert. Als Folge der Industrialisierung und der Urbanisierung und der damit verbundenen Trennung von Wohn- und Arbeitsort hatte sich eine dualistische Geschlechterordnung etabliert. Frauen wurden auf die Rollen als Gattin, Hausfrau und Mutter reduziert. So stellten sie Männer für die bezahlte Arbeit frei.
Auch die einheimischen Frauen in den Kolonien waren dieser «Domestizierung der Frau» ausgesetzt. Texte aus dem Bereich der Missionspropaganda der Basler Mission enthielten kaum Informationen über die Haushaltsführung oder die Aufteilung von Haus- und Erwerbsarbeit in den Kolonien, sondern sie übertrugen der (Schweizer) Hausfrau und Lehrerin an den sogenannten Mädchenanstalten eine wichtige Mission im globalen Kontext: Westafrikanische Frauen sollten nach Schweizer Vorbild erzogen werden und damit unter anderem eine gute häusliche Versorgung der Schweizer Lehrer in Westafrika gewährleisten.

### Sozialreformerische Ziele der Basler Mission in den Kolonialgebieten

#### Sittsamer Lebenswandel
Getreu den Leitwerten der protestantischen Ethik verfolgten die Missionsfrauen das Ziel, ihre Ideale von Moral und Sittlichkeit durchzusetzen. Die in ihren Augen lockeren Sitten kritisierten sie und setzten sich für eine strenge Sexualmoral ein. Auch Lüge, Unzuverlässigkeit und Trägheit sollten verschwinden. Frauen als geborene Hüterinnen von Moral und Sittlichkeit sollten ihre Männer vom Alkoholkonsum abhalten, der vor allem an der westafrikanischen Küste zum Problem wurde. Wenn eine christliche Gemeinde sich so gut entwickelt hatte, dass sie organisatorisch selbständig hätte werden können, zog die Mission sich trotzdem nicht zurück, da angeblich die sittliche Selbständigkeit noch nicht erreicht war.
In vielen Gegenden engagierte sich die Basler Mission in nachkolonialer Zeit unter anderem für die Unterstützung von Frauenprojekten.

#### Monogamie
Polygamie wurde abgelehnt, die monogame Ehe als Keimzelle einer christlichen Gemeinschaft nach dem Willen Gottes verstanden. Diese Haltung diente der Abgrenzung vom Islam, dem Hauptkonkurrenten der Mission. Ausser- und voreheliche Geschlechtsbeziehungen waren nicht zu tolerieren. Ein Vorteil der Polygynie wurde ausser Acht gelassen: Unter Umständen kann hier die Arbeit auf mehrere Schultern verteilt werden, und es können sich solidarische Beziehungen unter den Frauen entwickeln. Polyandrie wurde abgelehnt, da sie mit zügelloser Sexualität von Frauen konnotiert war. Schwerpunkt war also nicht der Kampf gegen Frauendiskriminierung, sondern die grundsätzliche Verurteilung der fremden Lebensweise.
Ein Mann mit mehreren Frauen durfte zum Beispiel in Mangalore nur die erste behalten, die übrigen musste er wegschicken. Doch wenn diese – was die Regel war – keine wirtschaftliche Absicherung hatten, wurde als Kompromiss vereinbart, dass das Zusammenleben weiterhin akzeptiert wurde.

#### Normen und Werte im Bereich Sauberkeit und Ordnung
In der zweiten Hälfte des 19. Jahrhunderts wurden in Europa durch Hygienekampagnen und Unterricht in Hauswirtschaft neue Normen und Werte zu Sauberkeit und Ordnung gesetzt. In den Kolonien wurde dementsprechend die Verbindung von Sauberkeit und christlicher Ethik betont. Praktische Folgen waren etwa, dass man auf täglicher Haus- und Körperpflege bestand und das von Fachleuten empfohlene Vollbad sogar zweimal statt einmal wöchentlich vorsah.

#### Kleiderordnung
Mit Strafen wurde vor allem bei Mädchen und Frauen auf das nackte Herumgehen reagiert. 1854 kam es zwischen der Missionsleitung und der Frauenmission zu einer Auseinandersetzung über eine neue Kleidung für Mädchen in Indien. Vor Ort fand der Vorschlag einer europäisierten Kleidung nicht die Zustimmung der Missionarinnen, in Basel sah man in der heimischen Tracht Gefahren für das sittlich-christliche Verhalten. Leitlinie war eine einfache und reinliche Kleidung. Beim Eintritt in eine Missionsschule wurde denn auch nach einer gründlichen Reinigung des Körpers die Schulkleidung angezogen und so eine Art Initiationsritual vollzogen. Besonders problematisch erschien das Tragen von Schmuck, sodass hierfür auf einer Generalkonferenz 1861 Richtlinien ausgearbeitet wurden. Prunkvoller Schmuck wurde nach der Konversion einer verheirateten Frau nicht mehr toleriert, aber sie durfte ihren Tali als Ehezeichen weiterhin tragen. Bei christlichen Trauungen waren keine traditionellen Schmuckstücke erlaubt, nur die Eheringe.

#### Erziehung zur christlichen Mutter
Man baute auf einen Mutterinstinkt und sah die Kindererziehung als eine der wichtigsten Aufgaben von Frauen an. Nur so konnten christliche Werte ohne gesonderten Aufwand weitergetragen werden. Die angebliche Freizügigkeit in der Art des Aufwachsens in den Kolonien wurde von den Missionaren stark kritisiert. Schon den Mädchen wurde ihr bevorstehender zentraler Auftrag immer wieder vor Augen gestellt. Die älteren Mädchen mussten sich um jüngere Geschwister kümmern, und so wurde unter der Leitung der Missionsfrauen vermittelt, dass Kinder nicht verwöhnt werden durften, sondern schon früh zu Arbeit und Tüchtigkeit hingeführt werden sollten.

#### Kampf gegen die Tötung von Mädchen und Mädchenhandel
In China und Indien wurden häufig Kinder, vor allem Mädchen, getötet. Zum einen galten sie als minderwertig, zum anderen wurden ärmere Familien durch die Mitgift sehr stark belastet. Gelang es einer armen Familie nicht, das Mädchen früh zu verheiraten, sah sie die Tötung oft als einzigen Ausweg. Das britische Kolonialgesetz zum Verbot des Mädchenmords konnte sich lange nicht durchsetzen, auch Kampagnen für Mutterliebe führten nicht zum Ziel. So wurden Kinder wenn möglich gerettet und in Waisenhäusern erzogen. Dahinter steckte neben Nächstenliebe auch das Interesse der Mission, Kinder von klein an unter christlichem Einfluss zu erziehen und damit die Ausbreitung des christlichen Glaubens zu fördern. Wurden Mädchen nicht getötet, so verkauften die Eltern sie häufig, die Preise stiegen mit dem Alter. Für ein erwachsenes Mädchen wurden 1894 in China 100 bis 200 Dollar bezahlt. Dabei handelte es sich aber nicht – wie häufig behauptet – um Verkäufe an Bordelle. Da diese Praxis den Eltern Einnahmen brachte, war es schwierig, sie zu unterbinden.
In Westafrika dagegen setzte das dortige Brautpreissystem andere Massstäbe. Hier mussten die Eltern bei der Geburt eines Mädchens sich nicht auf hohe Brautpreisforderungen des zukünftigen Bräutigams einstellen, daher waren Mädchen und Jungen gleichermassen akzeptiert. Die Kritik richtete sich dort gegen die Tötung von behinderten Kindern, die nach Meinung der Einheimischen Unglück brachten. Besonders häufig wurde über sogenannte Sechs-Finger-Kinder berichtet. Wenn christliche Nachbarn die Mission über die Geburt eines solchen Kindes informierten, suchte man die Familie auf und bot an, das Kind mitzunehmen, was von der Mutter meist widerspruchslos geduldet wurde. Das Weggeben des Kindes bedeutete seinen sozialen Tod, die Mutter schnitt damit alle Bindungen zwischen sich und dem Kind ab. Da wegen des Aberglaubens keine Amme das Kind stillen wollte, kam es zu Schwierigkeiten bei dessen Ernährung. Die Rettung behinderter Kinder stellte die christliche Religion als überlegen dar, da die angeblichen dämonischen Kräfte bei den Christen nicht wirkten.

#### Verbesserung der Stellung von Frauen in der Ehe
Es lag im Interesse der ganzen Gesellschaft, dass die Frau gut behandelt wurde. Die Verbesserung der Stellung der Frau richtete sich daher gegen willkürliche Behandlung, Gewalt und Brutalität in der Ehe. Hintergrund war das Konzept der Liebesehe. Dabei sollte die Liebe als Anerkennung der Tugendhaftigkeit der Gattin oder des Gatten verstanden werden, nicht etwa als spontanes, leidenschaftliches Gefühl.
Materielle Überlegungen im Zusammenhang mit Ehe lehnte man ab, obwohl ja auch in europäischen Handwerker-, Bauern- und sogar Beamtenfamilien solche Erwägungen angestellt wurden.

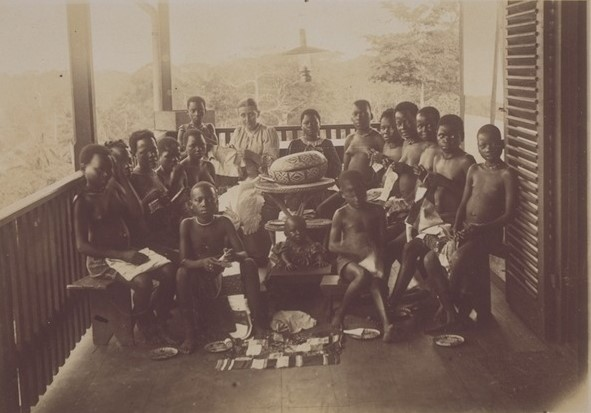
Jungfrauen-Verein, Kamerun, Anfang 20. Jahrhundert

Stark kritisiert wurde die Sitte der Kinderverlobung und Kinderheirat. Bei dieser Praxis, so die Kritik, konnten Mann und Frau einander nicht kennenlernen und auch keine eventuellen Vorbehalte gegen die andere Person vorbringen. Zur Abhilfe gründete man zunächst in Indien, dann aber auch in China und Westafrika in den Missionsstationen sogenannte «Jungfrauenvereine». Dort konnten sich die jungen Frauen nach der Primarschulausbildung bis zu ihrer Verheiratung treffen und weitergebildet werden. So sollte zum einen die Ausbildung weitergeführt werden, die die Frauen zu ebenbürtigen Partnerinnen ihrer zukünftigen Männer machen sollte, zum anderen sollte eine unbeschwerte Jugend ermöglicht werden. Die Missionarinnen hatten auf die Verheiratungspraxis in den Familien kaum Einfluss und beschränkten sich auf die bei ihnen aufwachsenden Mädchen. Die zum Christentum konvertierten jungen Männer mussten als Brautwerber in eine Missionsstation kommen, in der auch eine Mädchenschule war. Die Mädchen waren durchschnittlich älter als sie, und die drei ältesten wurden unter einem Vorwand ins Studierzimmer gerufen, damit der Bewerber Wünsche äussern konnte. Eine beidseitig freie Entscheidung war auch bei diesem Verfahren wohl eher nicht gegeben, wobei die Missionsvorsteher hier die Rolle der Brauteltern übernahmen. Doch für die Mission war entscheidend, dass sie damit eine Ehe auf christlicher Basis angebahnt hatten, auf die sie die Mädchen vorbereitet hatte, und in der die Liebe im Lauf der Zeit entstehen würde. War ein Mädchen erst in das Waisenhaus gekommen, nachdem die Eltern es bereits verheiratet hatten, so versuchten die Missionsfrauen, den bereits bezahlten Brautpreis zu erstatten und dafür den vom Gatten ausgestellten Scheidungsbrief zu erhalten.

#### Kampf gegen Gewalt an Frauen
Gewaltanwendung gegen Frauen wurde von den Missionen scharf kritisiert. Auf diese Weise wurden misshandelte Frauen häufig potentielle Interessentinnen für den Übertritt zum Christentum. Doch direkte Hilfe bei Gewalt in den Familien konnten die Missionarinnen kaum leisten, da die Frauen von den Männern und ihren Familien abhängig waren. Trotz der Verurteilung von Gewalt wurde aber das Weglaufen junger Ehefrauen von der Mission eher als Weglaufen interpretiert und ein Liebhaber als Ursache vermutet, was den Vorwurf nach sich zog, die Frau habe unmoralisch gehandelt.
Die Kritik an Gewalt hatte auch die Funktion, die drastischen Berichte zur Erregung von Mitleid in Europa einzusetzen und so die Spendenbereitschaft in der Heimat zu steigern. Vermutlich wurden derartige Schilderungen in dieser Absicht ausgeschmückt und in den Vordergrund gerückt.

#### Kritik an Ehebruch, Scheidung und Verstossung
Anders als in der europäischen Moral üblich, wurde von den Missionarinnen nicht etwa der Ehebruch der Frau kritisiert und der des Mannes verharmlost. Insofern widersetzten sie sich der Doppelmoral und verlangten für Frauen und Männer dieselben moralischen Richtlinien: Ehebruch sei in jedem Fall zu kritisieren. Die Missionarinnen hatten aber beobachtet, dass vor allem Männer untreu wurden, und deshalb richteten sich ihre Vorwürfe hauptsächlich gegen die Ehegatten.
Nach islamischem Recht war die einseitige Verstossung einer Ehefrau durch den Mann erlaubt. Die Missionarinnen verurteilten diese als frauenfeindlich und unmoralisch.
Grundsätzlich waren christliche Ehen unauflöslich, doch die Mission zum Beispiel in Kamerun sprach sich in Fällen von erlittenem Ehebruch für die Möglichkeit einer Scheidung aus. Die Mission hatte insgesamt eine schwierige Stellung, die sie immer wieder gegen die Regelungen der Kolonialregierung oder der gelebten nichtchristlichen Praxis verteidigen musste. Dies war in Kamerun der Fall, wo etwa das Kolonialgesetz für – zum Beispiel wegen ausbleibendem Nachwuchs – verlassene Frauen vor einer Scheidung eine Wartezeit von sieben Jahren vorschrieb, in der sie nachweisen mussten, dass sie keine Nachrichten von ihren Ehemännern bekommen hatten. Diese Regelung erschien der Mission absurd, und sie beantragte, die hohen Kosten zu senken. Diese Forderung wies die Kolonialregierung mit Verweis auf die Durchsetzung von ehelicher Reinheit und Moral zurück. Den Wunsch der Mission, die Frist auf zwei Jahre zu verkürzen, erfüllte die Regierung jedoch.
Mit Sorge sah die Mission jedoch die in bestimmten Gebieten Westafrikas gängige Praxis des «ayefare», der Bezahlung einer Art Sühnegeld eines Liebhabers zur «Wiedergutmachung» einer ausserehelichen Beziehung an den Ehemann. Die Mission befürchtete, dass mit der Duldung eine Anerkennung von Ehebruch verbunden würde, was mit christlichen Grundsätzen nicht zu vereinbaren war.

#### Einsatz gegen Witwenverachtung und Witwenverbrennung
In Indien und China hatten Witwen eine schlechte Stellung. Es kam vor, dass Frauen sich nach dem Tod ihres Mannes das Leben nahmen, was sehr hoch angesehen war.
Im Übertritt zum Christentum bot sich eine Möglichkeit, auch als Witwe eine würdige Stellung innezuhaben. Die Mission trat allerdings für die ausschliessliche Ehe ein. Starb der Ehemann, so war eine Wiederverheiratung nicht gut angesehen. Aber der Verstorbene sollte auch nicht verklärt werden. Um den Witwenstand aufzuwerten, mussten Arbeitsmöglichkeiten für Witwen geschaffen werden. Oft stellten sie das Dienstpersonal in den Missionen, arbeiteten im Garten, in der Kindererziehung oder im Haushalt. Auch in der Evangelisierung bot sich eine Möglichkeit: Einheimische Frauen konnten gegen Lohn als sogenannte «Bibelfrauen» als Begleitung der Missionarinnen oder zu deren Entlastung beschäftigt werden. Als Einheimische fanden sie leichter Zugang zu den besuchten Frauen. In Südindien gab es um 1900 etwa 800 Bibelfrauen.
In den afrikanischen Missionsgebieten dagegen herrschte die Sitte zur Leviratsehe, bei der der Bruder des Verstorbenen die Witwe zur Frau nahm. Diese Praxis stand im Widerspruch zum Ideal der bürgerlichen Ehe. Heiratete eine Witwe erneut, so handelte sie nach Meinung der Missionarinnen nicht unmoralisch, aber ihre sittliche Einstellung wurde in Zweifel gezogen. Vielmehr sollte die Witwe sich lange der Trauerarbeit widmen und erst dann, wenn es sich ergab, eine zweite Bindung eingehen.

#### Heilung gesellschaftsbedingter Schäden
Die Legitimation der Missionsarbeit gründete zum einen auf der Idee, Menschen zum christlichen Gott zu führen, zum anderen sollten Menschen in Not und damit auch der Staat unterstützt werden. Dies brachte die Basler Mission in Verbindung mit der Antisklavereibewegung. Inspektor Hoffmann brachte Sklaverei und Frauendiskriminierung in einen Zusammenhang. Die Frauenmission gründete ihren Anspruch in der Folge wesentlich auf das Streben nach Freiheit für die versklavte Frau. Man kritisierte nicht nur die Ausbeutung von Frauen durch brutale Sklavenherren, sondern wendete sich auch gegen die harte Arbeit, die nicht versklavte Frauen in der afrikanischen und asiatischen Landwirtschaft leisteten. Zwar waren die Missionarinnen durchaus für weibliche Arbeit, beschränkten diese aber im 19. Jahrhundert immer stärker auf die Reproduktion. Diese Arbeiten waren körperlich weniger hart, aber sie garantierten der Frau keine wirtschaftliche Selbständigkeit, sodass sie in stärkere Abhängigkeit vom Mann geriet.

### Schaffung von Ehegesetzen als Massnahme zum Erreichen der Ziele
Ermahnungen der Gemeindemitglieder bei Gottesdiensten, Veranstaltungen der Mission und Hausbesuchen führten nicht zum Erreichen der Ziele der Basler Mission. So wurden Heiratsgesetze zur Orientierung geschaffen und bekanntgemacht. Je nach Gemeinde und Land erhielten diese unterschiedliche Regelungen. So war beispielsweise in China die Kinderverlobung so fest kulturell verankert, dass in der Verordnung die neuen Regeln ausführlich beschrieben werden mussten.
Kontrovers diskutiert wurde immer wieder, ob Christen und Nichtchristen heiraten durften. Manche sahen in solchen Ehen eine Möglichkeit zur Verbreitung des Christentums, andere lehnten solche Verbindungen kategorisch ab. Diese Ablehnung war auch die Haltung der Leitung der Basler Mission. Aus praktischen Gründen musste man solch ein Verbot aber flexibel sehen, denn oft kamen unter den Christinnen und Christen der Gemeinde nicht genug für eine Ehe in Frage. Da man am Wachstum der Gemeinden interessiert war, ging man mit dem Verbot grosszügig um.
Es gab auch Bestimmungen zum Verhalten der Brautleute vor der Heirat, zum Ablauf von der Verlobung bis zur Hochzeit und zur nüchternen Gestaltung der Feier. Bei Scheidungsfragen waren die Ehegesetze besonders streng. Auch das Verhalten von Mann und Frau zueinander in einer Ehe wurde thematisiert. Die Mission legte hierbei Wert auf eine gerechte Behandlung von Frauen.
Die Erbfolge war ebenfalls Bestandteil der Ehegesetze. Erbberechtigt waren zu gleichen Teilen alle Nachkommen, unabhängig vom Geschlecht; weitere Verwandte kamen nur bei kinderlosen Ehen zum Zuge, was die Macht der Clans begrenzte. Diese Regelung griff auch in anderer Hinsicht tief in die bestehende Praxis vor Ort ein: Besonders in matrilinearen Gesellschaften, etwa in Westafrika, war dadurch die Vormachtstellung der Frauen in einer Gemeinschaft in Gefahr. Auch die Mission selbst präsentierte sich als potentielle Empfängerin von Erbschaften.

### Aufstiegschancen für Männer und Frauen im Missionsdienst
Im Gegensatz zu Männern hatten Frauen in der Mission kaum soziale Aufstiegschancen, da sie ohnehin aus einer höheren gesellschaftlichen Schicht stammten als die Männer. Für die Goldküste finden sich im Schwesternverzeichnis der Basler Mission nur 29 Europäerinnen und zwei Afrikanerinnen. Von den europäischen Missionsschwestern kam eine aus einer Basler Unternehmerfamilie, die Väter der anderen waren meist Pastoren, Missionare, Lehrer, Geschäftsleute oder Akademiker. Lediglich zwei stammten aus einer Handwerker- und eine aus einer Bauernfamilie, und nur für diese gab es einen Aufstieg, der dem der Missionare vergleichbar gewesen wäre. Nur vier Frauen der ersten 25 Basler Missionare an der Goldküste stammten aus diesen Schichten, 15 waren von ihrer Herkunft her höher gestellt als ihre Männer und keine einzige kam aus einer niedrigeren Schicht als ihr Ehepartner. Ende des 19. Jahrhunderts war diese Verteilung im Wesentlichen unverändert.

### Stellung der Basler Missionsbewegung zur Frauenbewegung
Die Frauenmission lässt sich als Teil der bürgerlichen Frauenbewegung (im Gegensatz zur sozialistischen) sehen, obwohl sie sich nicht selbst so bezeichnete. In manchen Bereichen kam es wegen ähnlicher Zielsetzungen zu einer engen Zusammenarbeit. Obwohl die Missionarinnen etwa zur Hälfte aus ländlichen Gebieten kamen, hatten auch sie schon in Europa die Trennung von Arbeits- und Wohnbereich und damit von Produktions- und Reproduktionsbereich erlebt. Die Mission arbeitete an der Etablierung eines Frauenbildes, das auf der Polarisierung der Geschlechtscharaktere aufbaute. Daraus folgte die Notwendigkeit, Frauen zu Ehefrauen, Hausfrauen und Müttern zu erziehen. Sie sollten aber auch einem sozialreformerischen Diskurs teilnehmen können, weshalb die Mission für Frauen eine Ausbildung innerhalb genau definierter Berufsbilder forderte. Die Bereiche Fürsorge, Einsatz für Bedürftige und Kranke, Erziehung und Religion, die vorher Aufgabe beider Geschlechter gewesen waren, erklärte die Mission zum exklusiven Feld von Frauen. Da die Mission die Ausbildung hierfür anbot, machte sie sich damit unentbehrlich und entwickelte ein Monopol.
Die berufliche Bildung von Frauen stand auch im Zusammenhang damit, dass die Zahl lediger Frauen zuzunehmen schien und man diesen durch den Beruf eine «geistige Mutterschaft» ermöglichen wollte. Um 1830 entstanden Diakonissenhäuser, die zur Fürsorgerin ausbildeten. Interessentinnen für die Arbeit in der Mission hatten zu 85 % bereits eine berufliche Qualifikation, gut zwei Drittel von ihnen eine Ausbildung in den «neuen» Berufen mit Lehrtätigkeit und 25 Prozent waren bereits im Ausland gewesen.
Feministische Forderungen, die eine Unabhängigkeit der Frau vom Mann enthielten, trug die Mission allerdings nicht mit.

## Nichteuropäerinnen
In den Missionsberichten waren die einheimischen Frauen zwar Gegenstand von Bekehrungsberichten, nicht aber Autorinnen von Beiträgen. Eine Auswertung der Inhaltsverzeichnisse zur Feststellung der Geschlechterverhältnisse in den Bekehrungsberichten ergab ein Zahlenverhältnis von Frauen zu Männern von 1:10. Ein Vergleich der Illustrationen im Hinblick auf die Abbildung von Frauen und Männern ergab eine ähnliche Quote.
Die Mission verfolgte das Ziel, Frauen die Rolle der geachteten, nicht auf ihren Körper reduzierten oder gar als Eigentum angesehenen Ehefrauen zu verschaffen, die jedoch ihren Männern als deren Gehilfinnen untergeordnet waren. Insofern lässt sich dies zwar als Befreiungsanspruch verstehen, doch die Bedürfnisse des Mannes waren für Art und Weise, wie die Frau sein sollte, massgeblich. Männer und Frauen standen zwar gleichermassen im Interesse der Mission, aber die Fähigkeiten und Bedürfnisse von Frauen durften den Vorgaben der von Gott gewollten Ordnung nicht zuwiderlaufen.
Man setzte die stereotype Beschreibung heidnisch gleich mit oberflächlich, prunksüchtig und unterdrückt, während christlich für gebildet, tiefgehend und uneitel stand. Dabei wurden die tatsächlichen Verhältnisse vor Ort ausser Acht gelassen. Zugrunde liegen hier die pietistischen Ideale der christlichen Genügsamkeit und Bescheidenheit, die auch im Äusseren verwirklicht werden. Die Auswertung der Quellen im Missionsmagazin legt den Schluss nahe, dass der christliche Weg für die Frauen vor Ort keine überzeugende Antwort auf ihre Probleme war. Auch legen diese Quellen nahe, dass die Missionare wohl vor allem damit beschäftigt waren, ihre eigenen Konflikte rund um Geschlechterrollen, Frauen und Familie zu bearbeiten.
Mit Bildung meinte man in diesem Zusammenhang, dass eine Frau so lesen und schreiben können sollte, um mit ihrer Familie die Bibel lesen zu können. Auf diese Weise sollten Frauen ihr persönliches Verhältnis zu Gott durch selbständiges Lesen der Bibel entwickeln können. Dies lässt sich zwar als emanzipatorischer Anspruch verstehen, doch beschränkte er sich auf den religiösen Bereich und unterscheidet sich daher grundlegend von den Bestrebungen in der aufkommenden Frauenbewegung. Die Familie wurde als Ort der religiösen Sozialisation verstanden, der Arbeit am Reich Gottes ordnete sich auch der private Bereich unter.

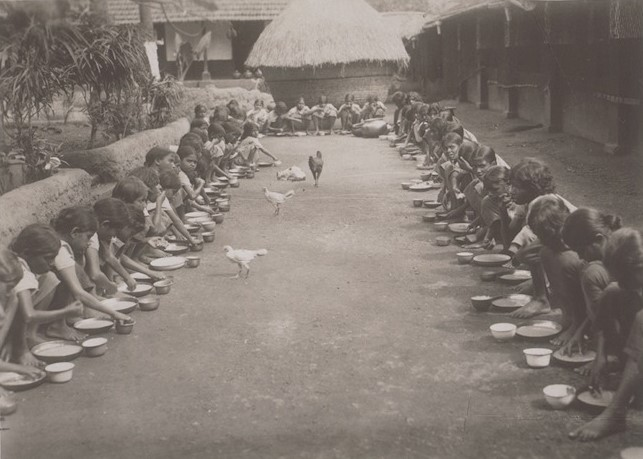
Mädchen in einem Internat der Basler Mission in Mulki, Karnataka, Indien, 1928, beim Essen

Die Basler Mission strebte eine allgemeine Schulbildung an, doch stand dies unter dem Grundsatz «Durch Bildung zum Christentum», nicht die Förderung der Intelligenz der Mädchen war das Ziel. Bis 1896 war ein Schulsystem von der Kleinkinderschule über die Volksschule, die höheren Schulen bis zu Lehrer- und Predigerseminaren, jeweils mit getrennten Klassen für Mädchen und Jungen anzutreffen. Oft waren die Schulen Internate, sodass christliche Inhalte nicht nur in den Schulstunden, sondern auch im Zusammenleben vermittelt wurden. Die Klassen bestanden zu einem wesentlichen Teil aus Findelkindern, Waisen oder Töchter von Eltern, die schon zum Christentum übergetreten waren, oder von Witwen, die nicht für den Unterhalt ihrer Kinder aufkommen konnten. Auffälligerweise waren in den Schulzeugnissen keine Noten vermerkt, sondern es war offensichtlich nur das «Sittenzeugnis» von Bedeutung.

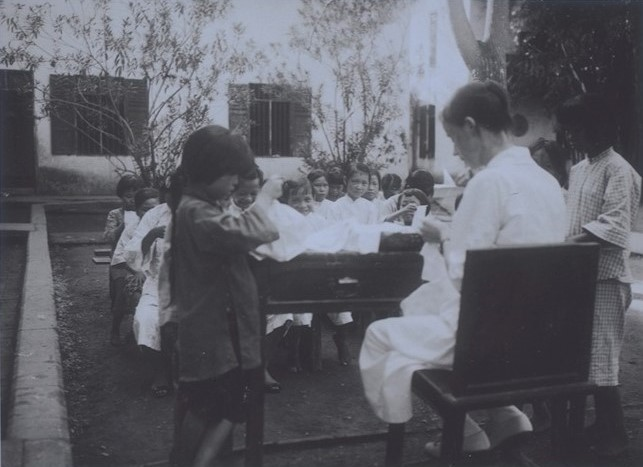
(Hand-)Arbeitsunterricht in einer Mädchenschule der Basler Mission in China, Lehrerin Frau Gmünder

Unter anderem wurde mit der Betonung des Handarbeitsunterrichts die geschlechtsspezifische Arbeitsteilung gefördert, der für Frauen nur einen bestimmten Bereich an Tätigkeiten vorsah und die Hausfrauenrolle förderte. Dieser Bereich wurde aufgewertet, Frauen als Spezialistinnen anerkannt und eine gleichberechtigte Partnerschaft mit dem Mann nahegelegt. Ein geregelter Tagesablauf wurde eingeübt, Sauberkeit und Ordnung waren hohe Werte. Dies alles nützte der Mission. Die Missionarinnen hatten die bürgerliche Geschlechteranthropologie übernommen. Sie sah ihren Auftrag nicht mehr wie etwa Frauenhilfsgesellschaften im 18. und frühen 19. Jahrhundert im Verteilen von Almosen, sondern propagierten Hilfe zur Selbsthilfe, was mit einer Konditionierung der Frauen auf ein bestimmtes Verhalten hin einherging.
Nach Anne McClintock wurde um 1900 der koloniale Raum domestiziert. Die Veränderung der Verhältnisse in den Kolonien durch die Geschlechternormen, die in Europa galten, lässt sich im Fall der Basler Mission an der Mädchenbildung zeigen. Ab 1860 wurden sogenannte Mädchenanstalten ins Leben gerufen, die die Ausbildung von Mädchen und jungen Frauen reglementierten. Dort wurde der häusliche Raum als Sphäre der Frau verinnerlicht. Der Einfluss der Basler Mission führte, so Ulrike Sill, zu Veränderung von lokalen Verhältnissen an der Goldküste. Dort war vor dem späten 19. Jahrhundert die Herstellung von Bekleidung Männersache. In den sogenannten Mädchenanstalten jedoch galt sie als weibliche Beschäftigung, es wurden Nähen und Stricken gelehrt. Die Veränderung der Zuständigkeit für diesen Bereich ging dabei nicht auf einseitige Durchsetzung von Seiten der Basler Mission zurück, sondern auf «komplexe Aushandlungsprozesse» aller Beteiligten.
Die weissen Frauen waren zum einen Indikatoren für den moralisch-ethischen Zustand einer Gesellschaft, zum anderen hatten sie eine wichtige Rolle als Vermittlerinnen von christlichem Glauben und Lebenswandel inne. In Bezug auf die Stellung der Afrikanerinnen in der kolonialen Wirtschafts- und Bildungswelt kam den Europäerinnen eine ambivalente Schlüsselrolle zu: Zwar richteten sich die Bildungsbemühungen an den Schulen der Basler Mission explizit an Frauen, aber durch die Vermittlung von sogenannten weiblichen Tätigkeiten zementierten sie die Vorgaben der patriarchalen westlichen Gesellschaft. Sie orientierten sich am kolonialen Familien- und Rollenbild und damit an christlich-westlichen Werten.

## Verhältnisse in der Schweiz

### Frauen in der Zentrale der Mission in Basel
In der Zentrale der Basler Mission waren für Frauen keine Führungsrollen vorgesehen. Davon gab es kaum Ausnahmen.

#### Juliane von Krüdener

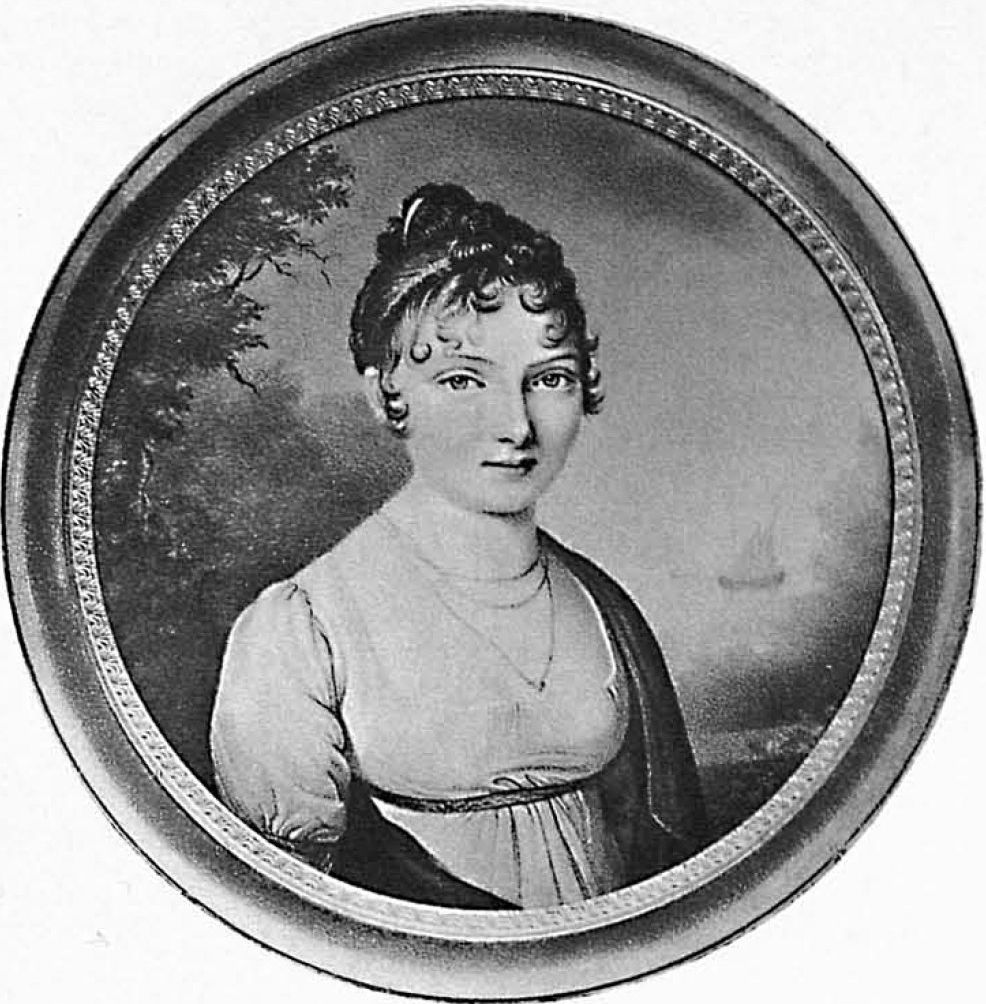
Juliane von Krüdener (um 1800)

Von der Gründung der Mission 1815 an wurde diese vom Komitee geleitet, einer Gruppe von etwa zwölf Männern. Als einzige Frau in einer Führungsposition bei der Basler Mission war Juliane von Krüdener an der Gründung, der finanziellen Unterstützung der Organisation und der Gewinnung von einflussreichen Persönlichkeiten in deren Anfängen beteiligt. Sie war ein bekanntes Mitglied einer russischen Adelsfamilie und mit einem Diplomaten verheiratet. Sie lebte in Paris und war dort in den Intellektuellenkreisen spätestens nach der aufsehenerregenden Veröffentlichung ihres autobiografischen Romans Valérie, in dem sie die Trennung von ihrem Mann verarbeitete, bekannt. In gehobenen sozialen Kreisen Europas galt sie als charismatische und erfolgreiche Verbreiterin des christlichen Glaubens. Nach ihrem Umzug in die Schweiz und ihrem Übertritt zur Herrnhuter Brüdergemeine wurde sie eine wichtige Persönlichkeit des Glaubenslebens in Basel. Von Krüdener war auch ein bedeutendes Mitglied der Deutschen Christentumsgesellschaft (Society for Christianity). Auch wenn sie innerhalb der Basler Mission auf grosse Unterstützung zählen konnte, so war sie den weltlichen und kirchlichen Autoritäten dennoch suspekt. Man misstraute ihr, da sie nicht aus der Region stammte, und fürchtete, sie könne ihre Macht innerhalb der Organisation missbrauchen. Man drängte sie, ihre Bindungen an die Christentumsgesellschaft und die Basler Mission abzubrechen und die Stadt zu verlassen, was sie 1815 auch tat. Sie ging zurück nach Russland. Dort wurde sie in den innersten Kreis um Zar Alexander I. aufgenommen und entwickelte sich zu seiner Vertrauten und spirituellen Ratgeberin. Der Plan des Zaren, die Heilige Allianz zwischen Russland, Österreich und Preussen ins Leben zu rufen, geht nach von Krüdeners Angaben auf sie zurück.
Während der folgenden einhundert Jahre erhielt keine Frau Zugang zu den Kreisen der Basler Mission, die deren Politik bestimmten.

#### Dorothee Sarasin
Ab 1928 konnte die Baslerin Dorothee Sarasin erreichen, dass sie bei einzelnen Sitzungen des Komitees anwesend sein durfte und ab 1929 Vollmitglied der Inspektorenkonferenz wurde. Im Juli 1939 nahm man sie auch ins Komitee auf, und in Abstimmung mit diesem gelang es ihr, bis zu ihrer Pensionierung Frauen mehr Einfluss zu verschaffen. Noch 1947 war sie die einzige Frau unter den 13 Mitgliedern des Komitees, 1952 waren es zwei von 17, 1961 drei von 20. Es gelang nicht, Frauen in großer Zahl in Leitungsposten zu bringen. Ganz anders sah das Zahlenverhältnis bei den Männern und Frauen dagegen im Missionsdienst aus: 1947 standen hier 74 Männer 54 Frauen gegenüber.

### Wirkungen des kolonialen Bildes auf die Schweiz
Ende des 19. Jahrhunderts prägten Kalender, Zeitschriften und Sammelbilder der Mission das Bild der Schweizerinnen und Schweizer von den Kolonien. Afrika wurde als Kontrast zur Fortschrittlichkeit der Schweizer Gesellschaft verwendet, die so ihre innere Zerrissenheit in den Hintergrund rücken lassen konnte. Zunehmend orientierte man sich am bürgerlichen Geschlechtermodell und betrieb parallel das koloniale Othering, vermittelt vor allem über die Mission.
Dem Auftrag, in den aussereuropäischen Missionsstationen Frauen durch Hausarbeit an das westliche Bild anzupassen, entsprach im Inneren der Schweizer Gesellschaft ein Erziehungsauftrag: In den 1930er Jahren vollzog sich die «vollkommene Identifizierung der Schweizer Frau mit der Hausfrau.» 
In der Werbung lässt sich eine weitere «rassifizierte Konstellation» feststellen, deren Komponenten Abgrenzung und Identifikation sind. Dabei wird ein neidvoller Blick von Nichteuropäerinnen auf die Welt der europäischen Hausfrau inszeniert.
René Lenzin sah 1999 bei seiner Analyse der Verhältnisse in Ghana, dass nicht nur in den nachkolonialen Ländern die Diskriminierung von Menschen mit Vorfahren aus anderen Ethnien, wie sie in der Kolonialgesellschaft üblich war, weiterwirkte, sondern ebenso in Europa, auch in der Schweiz.

## Bedeutung der Frauenmission in anderen Ländern
Frauen gewannen im 19. Jahrhundert in der Mission immer mehr Bedeutung: Im späten 19. Jahrhundert lässt sich auch in den Vereinigten Staaten eine Feminisierung der Mission feststellen. Für die kanadische Missionsbewegung gilt, dass dort schon deutlich vor der Wende vom 19. zum 20. Jahrhundert in vielen Missionsgebieten mehr Frauen als Männer tätig waren. Im Vereinigten Königreich und in Skandinavien war die Frauenmissionsbewegung die grösste Frauenbewegung des 19. Jahrhunderts.